# 나라하시 미키
나라하시 미키(일본어: ならはし みき, 1960년 1월 25일~)는 일본의 여자 성우이다. 출신지는 도쿄도이며 소속사는 아트비전.

## 작품

### TV 애니메이션
- 짱구는 못말려 - 노하라 미사에

### 극장판 애니메이션
- 극장판 짱구는 못말려: 아뵤! 쿵후보이즈 ~라면 대란~ - 노하라 미사에
- 짱구는 못말려 극장판: 신혼여행 허리케인 ~사라진 아빠~ - 노하라 미사에
- 짱구는 못말려 극장판: 동물소환 닌자 배꼽수비대 - 노하라 미사에
- 극장판 짱구는 못말려: 격돌! 낙서왕국과 얼추 네 명의 용사들 - 노하라 미사에
- 극장판 짱구는 못말려: 우리들의 공룡일기 - 노하라 미사에